# Paralaodamia angustata
Paralaodamia angustata är en fjärilsart som beskrevs av Boris Ivan Balinsky 1994. Paralaodamia angustata ingår i släktet Paralaodamia och familjen mott. Inga underarter finns listade i Catalogue of Life.